# Palombi

Lo stemma della famiglia

I Palombi di Monte San Martino sono una famiglia marchigiana proveniente dal Vicereame di Napoli e di probabile origine provenzale antecedente al XIV secolo.

## Storia
Ramo piceno della Casata avignonese giunta in Italia con Pietro Antonio, chiamato da Girolamo Sanseverino Principe di Bisignano a ricoprire incarichi di Governo, dal quale deriveranno anche i rami barese, leccese ed altri. Al ramo piceno va probabilmente riferita la proprietà dei fondi ceduti al futuro libero comune di Cessapalombo (Cesa Palombi-de Palombis, dove il latino Caesa risulta, nel significato, un riferimento ai campi coltivati o ai beni in senso lato). Il nome della famiglia ritorna nell'attuale toponimo di "Palombi" o "Villa Palombi" a pochi chilometri dal centro abitato di Monte San Martino, già Signoria dei Da Varano e poi dei Properzi-Brunforte e, quindi, libero comune, dove è ancora visibile il palazzo signorile che ne portava il nome, unitamente agli altri edifici nobiliari (Urbani, Giansanti, Ricci). I membri della famiglia Palombi ottennero anche il titolo di rango della Santa Sede, la Milizia Aurata (titolo gentilizio, di rango e nobilitante fino al 1841), ultimo dei quali Angelo nel 1732, Clemente XII regnante.
Arma: di azzurro, dal trimonzio di verde su cui sta una palomba bianca, il tutto sormontato da tre stelle d'oro a otto punte ordinate in fascia.